# Матюшенко Віктор Іванович
Віктор Іванович Матюше́нко (5 червня 1925, Катеринослав — 29 листопада 1984, Дніпропетровськ) — український радянський живописець; член Спілки радянських художників України з 1969 року.

## Біографія
Народився 5 червня 1925 року в місті Катеринославі (нині Дніпро, Україна). Брав участь у німецько-радянській війні. Нагороджений орденами Слави, Червоної Зірки, медалями.
1951 року закінчив Дніпропетровське  художнє училище, де навчався в Михайла Паніна, Миколи Погрібняка. Мешкав у Дніпропетровську в будинку на вулиці Леніна, № 1б, квартира № 19.
Помер у Дніпропетровську 29 листопада 1984 року. Похований у Дніпропетровську на Сурсько-Литовському кладовищі[джерело?].

## Творчість
Працював у галузі станкового живопису, створював пейзажі. Серед робіт:
- «Осінь» (1954);
- «Автопортрет» (1960);
- «Весна» (1960);
- «Над Дніпром» (1961);
- «Подвір'я» (1962);
- «Весняний ранок» (1967);
- «На річці Снов» (1967);
- «Після дощу» (1969);
- «Хмарний дощ» (1973);
- «Хмарний день» (1974);
- «Сині води» (1975);
- «Польові квіти» (1984);

цикли
- «Українська весна» (1973);
- «Карелія» (1973—1980);
- «Седнівські далі» (1980—1983).

Брав участь в обласних мистецьких виставках з 1951 року, всеукраїнських — з 1961 року. Персональні виставки відбулися у Дніпропетровську у 1967, 1975, 1983, 2000 роках та Києві у 1986 році.
Окремі полотна художника зберігаються у Дніпровському художньому музеї, Музеї українського живопису у Дніпрі, Національному художньому музеї України.

## Відзнаки
Нагороджений
- Грамотою секретаріату правління Спілки художників України за відмінну роботу[3];
- медаллю меморіалу імені Архипа Куїнджі (1964)[3].